# لي يول يونغ
لي يول يونغ مواليد 8 سبتمبر 1975 في تيبيك، كوريا الجنوبية، هو لاعب كرة قدم كوري جنوبي دولي سابق كان يلعب كلاعب وسط. سبق له أن لعب في كأس العالم لكرة القدم مع منتخب بلاده. لعب خلال مسيرته 306 مباريات سجل خلالها 13 هدفاً.

## المسيرة الاحترافية

### أندية لعب لها
- جيجو يونايتد
- نادي طرابزون سبور
- نادي سول
- نادي طرابزون سبور

## روابط خارجية
- لي يول يونغ على موقع الاتحاد الدولي (مؤرشف)  (الإنجليزية)
- لي يول يونغ على موقع اتحاد تركيا (لاعب) (الإنجليزية)
- لي يول يونغ على موقع دوري كوريا الجنوبية (الإنجليزية)
- لي يول يونغ على موقع قاعدة بيانات كرة القدم.إي يو (الإنجليزية)
- لي يول يونغ على موقع ناشيونال فوتبول تيمز (الإنجليزية)
- لي يول يونغ على موقع Soccerway.com (الإنجليزية)